# Sovětský kreslený film
Sovětský kreslený film představuje kapitolu dějin jak animovaného filmu, tak i dějin Sovětského svazu a jeho kultury.
Roku 1908 byl vytvořen první kreslený film v Rusku. Autor byl neznámý. Tento film zobrazoval kouřícího mladíka, vyfukujícího dým do obličeje děvčete. Mezi další prvotní díla kresleného filmu patří např. Štědrovečerní noc, malý úryvek z Gogolovy povídky. V tomto kresleném filmu čert a Solocha vylétají na koštěti z komína chalupy, létají po nebi, aby ukradli měsíc, a poté se vracejí domů. Kreslený film je tak jedním z nejstarších odvětví ruské filmové tvorby. 
První ozvučené kreslené filmy se v SSSR objevily kolem roku 1929 a první barevné kreslené filmy spatřily světlo světa roku 1937.

## Směry sovětského umění kresleného filmu
Sovětské umění kresleného filmu se promítlo zejména v politických a sociálních satirách, pamfletech, národních i v tehdejších pohádkách, hudebních komediích, a dalších žánrech. Základním směrem kresleného filmu byla pohádka, svět fantasie a karikatura. Cílovými diváky byli samozřejmě děti. Za dob Sovětského svazu v Moskvě bylo i několik kin, které svůj provoz zaměřovaly právě na promítání výhradně dětských kreslených filmů.  
Do repertoáru sovětských kreslených filmů pro děti je možné zařadit např. bajky, ruské národní pohádky, pohádky různých zemí Sovětského svazu, klasické pohádky A. S. Puškina, povídky, krátké báchorky pro malé děti, sportovní filmy, hudební a dobrodružné filmy. 